# Сейран Осипов
Сейран Осипов е руски футболист, нападател. Той е първият чуждестранен футболист в новата история на А група. През сезон 1989/90 Осипов играе за Хебър (Пазарджик), като записва 7 мача и 1 гол.

## Кариера
Осипов започва кариерата си в тима на Мащук (Пятигорск). През 1980 г. преминава в Динамо (Ставропол). До средата на 80-те години Сейран периодично играе за Мащук и Динамо (Ставропол), като често преминава от единия тим в другия. През 1985 г., след кратък престой в Арарат, се установява в Динамо (Ставропол) и става водещ играч на тима. За 4 сезона изиграва 170 мача и вкарва 76 гола в Съветска Първа лига. Той е и втори голмайстор в историята на тима със 102 гола.
През 1989 г. преминава в българския Хебър (Пазарджик). В дебютния си мач отбелязва гол на Локомотив (Пловдив). Това попадение остава и единственото за Осипов в А група. През сезона изиграва 7 срещи, но скоро напуска тима. Нападателят отново преминава през Арарат, преди да се завърне в Динамо (Ставропол). С Динамо играе в сформираната през 1992 г. Руска Висша Дивизия. Към края на кариерата си играе и в Ливан за тима на Оменмен.
След края на кариерата си живее в Полша и се занимава със строителен бизнес. Умира на 13 януари 2008 г.